# Edsger Wybe Dijkstra
Edsger Wybe Dijkstra (IPA: [ˈɛtsxər ˈʋibə ˈdɛikstra] kiejtéseⓘ; Rotterdam, 1930. május 11. – Nuenen, 2002. augusztus 6.) holland matematikus, informatikus.

## Élete, munkássága
Edsger Dijkstra édesapja kémikus, édesanyja matematikus volt. Gimnáziumi tanulmányai befejezése után a leideni egyetemen tanult matematikát és elméleti fizikát. 1952–1962 között a Mathematisch Centrumnál dolgozott Amszterdamban. A TU Eindhoven matematikaprofesszora volt, majd 1984-től a Texasi Egyetemen Schlumberger Centennial Chair pozícióját töltötte be. Egyidejűleg 1973–1984 között Research fellow volt a Burroughs Corporationnél.
1999-ben lett professor emeritus.
Rákban halt meg nueneni otthonában, 2002. augusztus 6-án.
Informatikai tárgyú munkái között elsősorban a róla elnevezett Dijkstra-algoritmust kell említeni, amit irányított vagy irányítás nélküli gráfokban egy kitüntetett csúcsból induló legrövidebb utak megkeresésére lehet használni, illetve a szemaforok bevezetését a szálak szinkronizálásához. Ezenkívül tanulmányt készített arról, hogy miért nem szabad goto utasításokat használni a programokban és bevezette a strukturált programozás fogalmát az informatikában.
1972-ben munkásságáért megkapta a Turing-díjat.

## Publikációi
- Edsger W. Dijkstra: Go To Statement Considered Harmful. Communications of the ACM 11, 3 (1968), 147–148.
- E. W. Dijkstra: A note on two problems in connexion with graphs. Numerische Mathematik 1 (1959), 269–271

### Magyarul
- O.-J. Dahl–E. W. Dijkstra–C. A. R. Hoare: Strukturált programozás; ford. Lőcs Gyula; Műszaki, Bp., 1978